# Powermat
Powermat è un'azienda israeliana, nata nel 2006, che si occupa di studiare nuovi metodi per alimentare dispositivi elettronici, diversi da quelli tradizionali.

## Settori di ricerca
Già da qualche anno sono state annunciate alcune tecnologie che consentirebbero di fornire l'alimentazione ai dispositivi senza la necessità di un collegamento fisico tra la sorgente di energia e l'unità utilizzatrice.
A metà 2008 la società Powermat ha annunciato di essere quasi pronta per la commercializzazione delle prime incarnazioni di queste tecnologie. Dovrebbe trattarsi di una serie di "superfici", chiamate Mat, che grazie ai principi dell'accoppiamento induttivo permetterebbero di ricaricare dispositivi elettronici come cellulari, lettori MP3 e anche notebook semplicemente ponendo questi ultimi in prossimità di esse.
Il lancio commerciale è annunciato per il 4 ottobre 2009 in USA e per il 22 ottobre 2009 in Italia (primo paese al di fuori degli USA)